# Pterolepis stenophylla
Pterolepis stenophylla är en tvåhjärtbladig växtart som beskrevs av Henry Allan Gleason. Pterolepis stenophylla ingår i släktet Pterolepis och familjen Melastomataceae. Inga underarter finns listade i Catalogue of Life.